# LCM-1E
Le LCM-1E est une classe d'embarcation de débarquement (Landing Craft Utility ou Landing Craft Vehicle & Personnel) de l'armada espagnole.

## Description
Elles peuvent être mise en œuvre depuis un navire de débarquement de la Classe Galicia ou la Classe Juan Carlos I et remplacent les LCM-8 (en) fabriqués aux États-Unis.

## Historique
Ils ont également été commandés par la Royal Australian Navy, qui possède un vaisseau de la Classe Juan Carlos I, et entreront en service en 2014.

## Opérateurs
- Australie
- Espagne
- Turquie

## Galerie de photographies

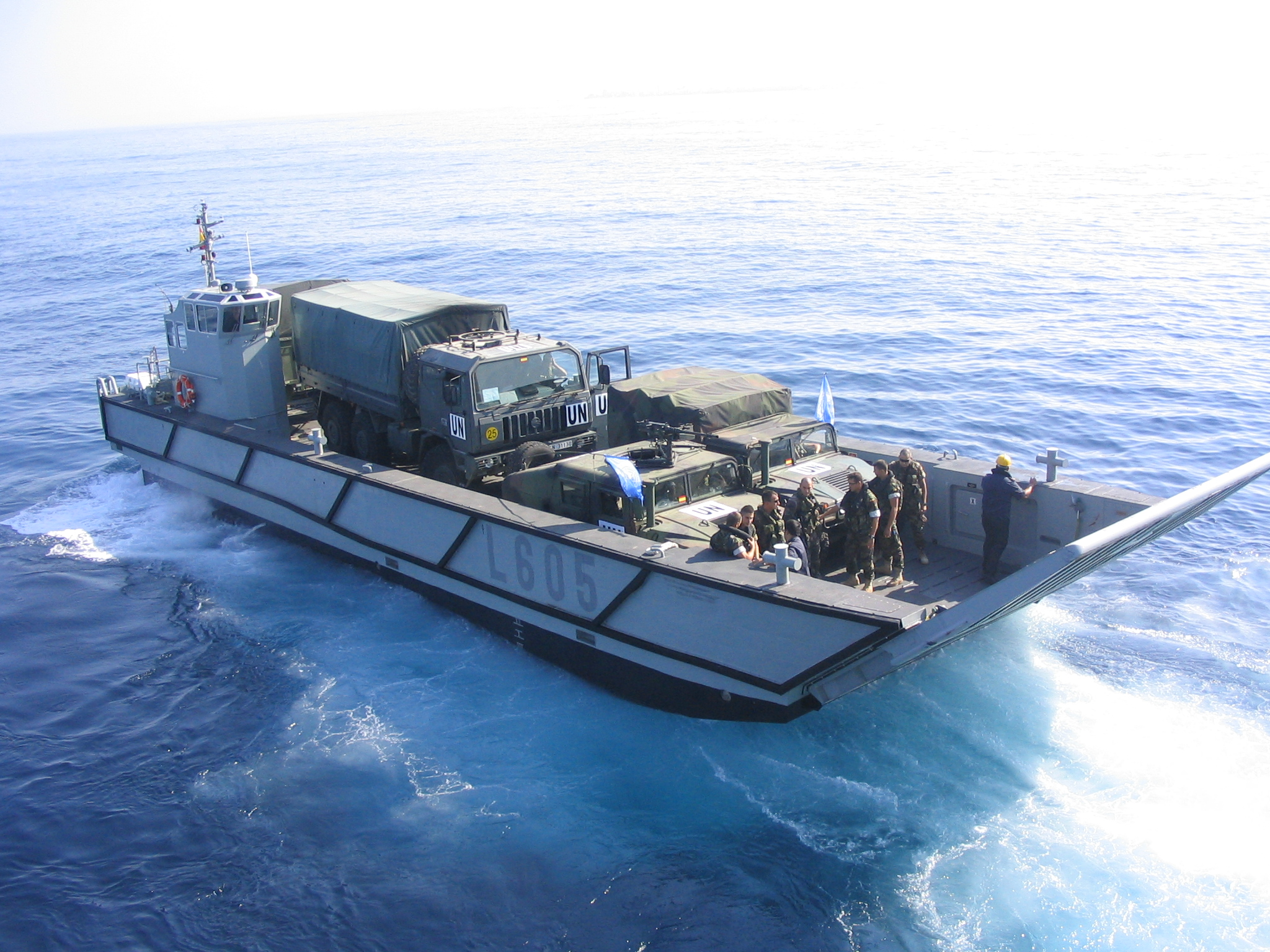
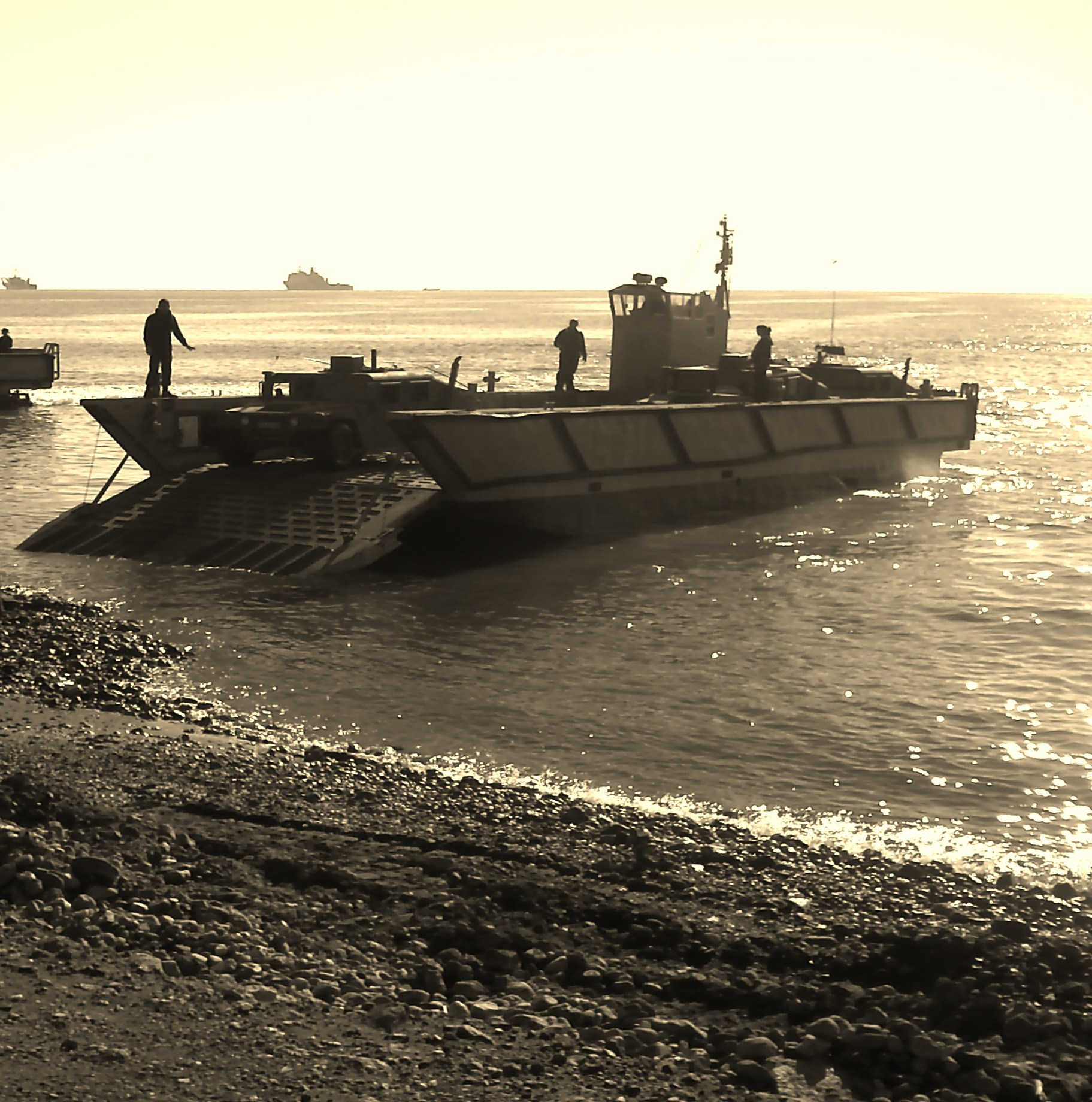
Un LCM-1E débarquant l'infanterie de marine espagnole (Tercio de Armada) sur le río Andarax, Almería en 2007.
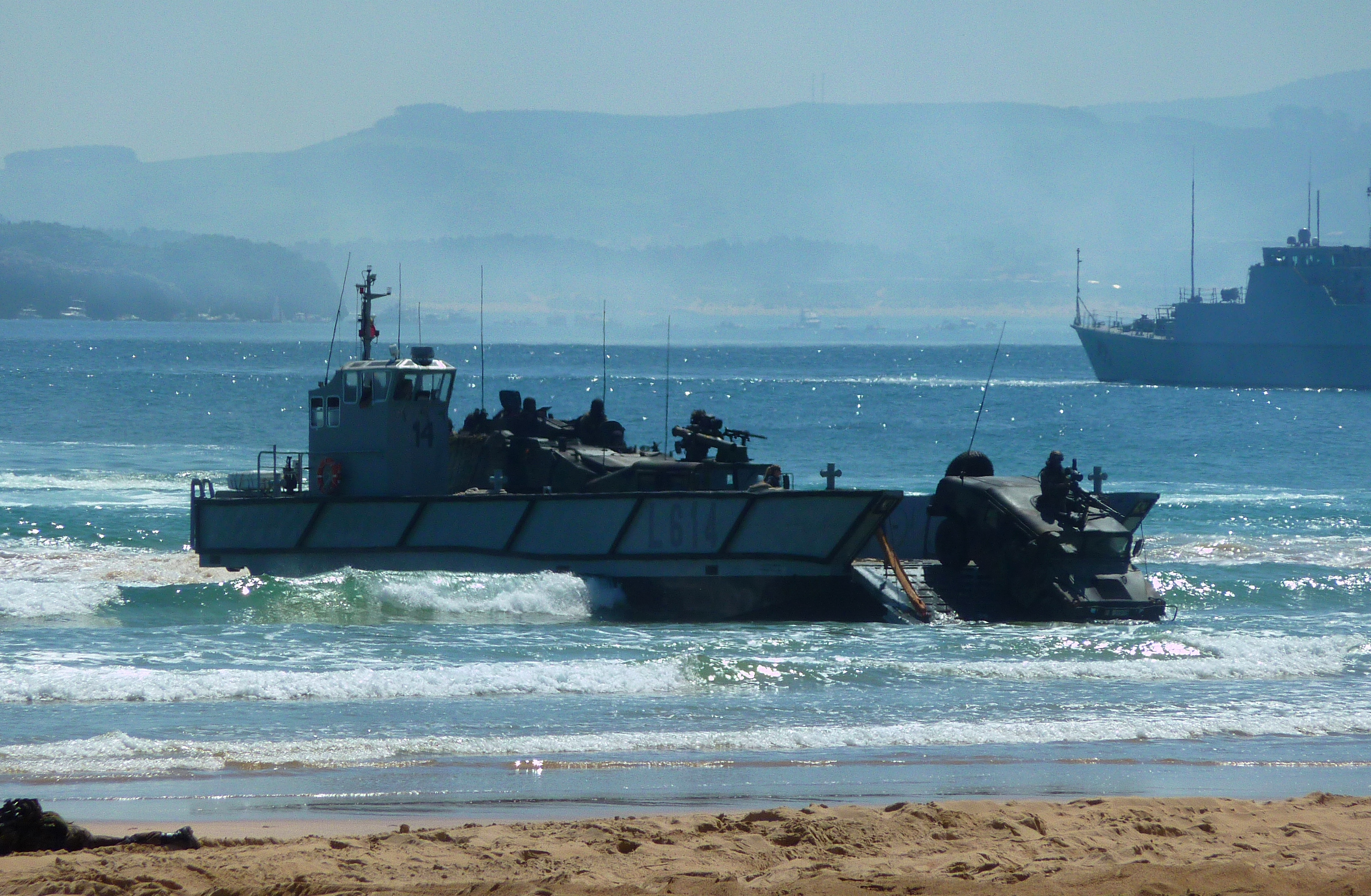
Un Humvee de l'infanterie de marine espagnole débarquant de la L-614.
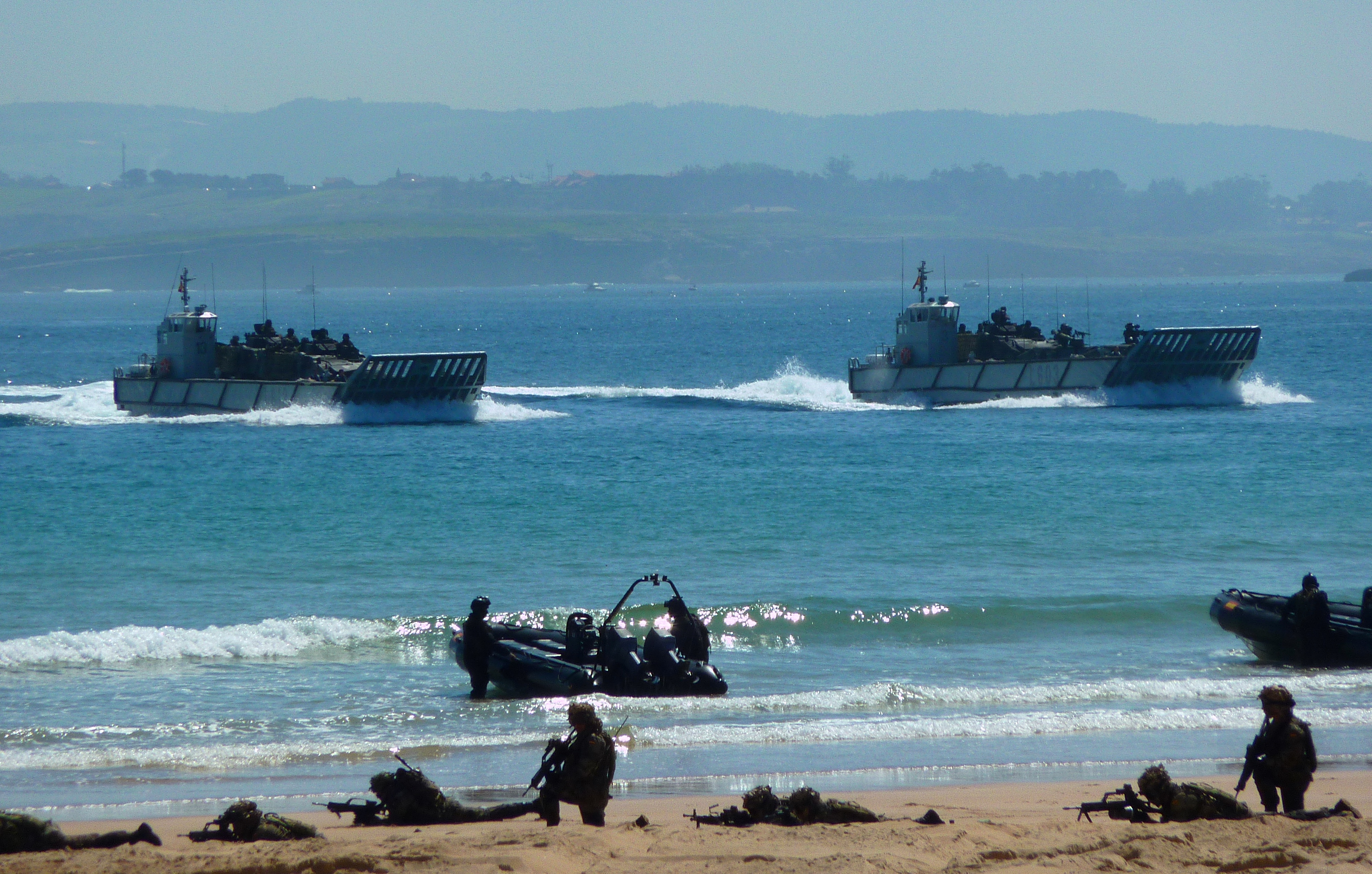
Deux LCM-1E se dirigeant vers la plage, au premier plan deux Duarry Super Cat.
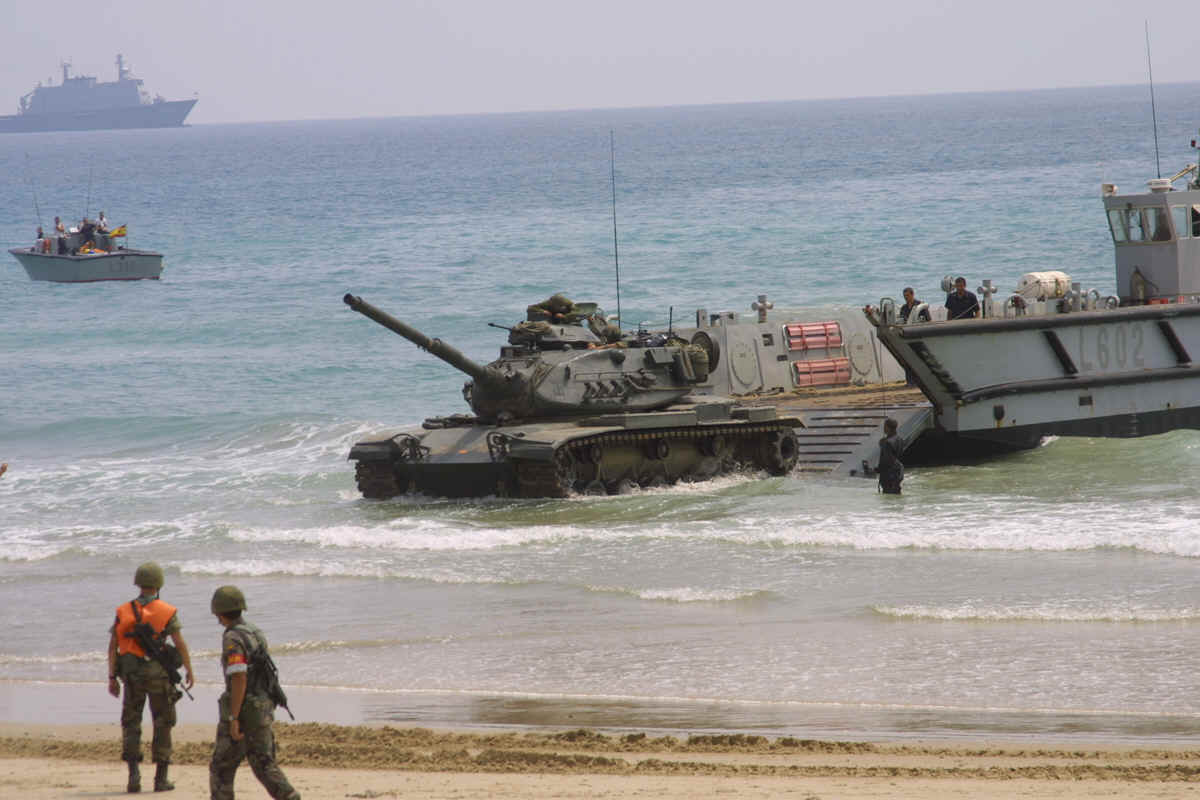
Un char M60 Patton lors d'un débarquement